# Ryan Millar
Ryan Madsen Millar (ur. 22 stycznia 1978 w San Dimas) – amerykański siatkarz występujący na pozycji środkowego bloku, reprezentant USA. W reprezentacji USA zadebiutował w 1999 roku. Największy sukces z reprezentacją odniósł w 2008 roku, zdobywając Mistrzostwo Olimpijskie. W sezonie 2010/2011 występował na parkietach PlusLigi w barwach Resovii.

## Osiągnięcia reprezentacyjne
- zwycięstwo Mistrzostw NORCECA : 2003 (Culiacan), 2005 (Winnipeg), 2007 (Anaheim)
- brązowy medal Ligi Światowej : 2007 (Katowice)
- zwycięstwo w Copa America :  2007 (Manaus)
- zwycięstwo w Lidze Światowej : 2008 (Rio de Janeiro)
- zwycięstwo w Igrzyskach Panamerykańskich : 2006 (Tijuana/Mexicali)
- mistrzostwo Olimpijskie: 2008 (Pekin/Chiny)

## Osiągnięcia klubowe
- 2011 – brązowy medal Mistrzostw Polski z Asseco Resovia
- 2011 – puchar Rosji z Lokomitwem Nowosybirsk
- 2012 – brązowy medal Mistrzostw Rosji z Lokomotiwem Nowosybirsk

## Nagrody indywidualne
- Najlepiej blokujący zawodnik mistrzostw NORCECA : 2005
- Najlepiej blokujący zawodnik Pucharu Wielkich Mistrzów: 2005